# Herbert Vianna
Herbert Lemos de Sousa Vianna (João Pessoa, 4 maggio 1961) è un cantautore e chitarrista brasiliano, conosciuto soprattutto per la sua produzione discografica con il gruppo rock Os Paralamas do Sucesso.

## Biografia
Herbert è nato a João Pessoa, Paraíba. Suo padre faceva parte delle forze armate brasiliane e per questo motivo la sua famiglia si trasferì a Brasilia quando era ancora bambino. Lì incontro Bi Riberio, attuale membro della sua band. Quindi si trasferirono a Rio de Janeiro, formando Os Paralamas do Sucesso con il loro amico Vital Dias alla batteria. Dopo aver sostituito Vital con João Barone, Herbert scrisse la canzone Vital e Sua Moto, come omaggio all'amico. Il brano divenne il primo successo della band e subito dopo siglarono un contratto con la EMI. Dopo 10 anni di attività con la band, Herbert realizzò il suo primo album solista, Ê Batumarê (1992). Successivamente registrò Santorini Blues (1997) e O Som do Sim (2000, con Cássia Eller, Nana Caymmi, Sandra de Sá e Marcos Valle. Herbert sposò Lucy Needham (ex giornalista della BBC che aveva conosciuto in occasione di un'intervista) con cui ha avuto tre figli: Luca, Hope e Phoebe.

## L'incidente
Herbert ha sempre avuto una passione per gli elicotteri e gli aerei ultraleggeri. Il 4 febbraio 2001, è stato vittima di un incidente a Mangaratiba, Rio de Janeiro, quando l'ultraleggero precipitò schiantandosi in mare, nella baia di Angra dos Reis. Nella sciagura morì la moglie Lucy. Herbert fu ricoverato per 44 giorni (parte dei quali trascorsi in stato di coma), perdendo quindi l'uso delle gambe (ora è su una sedia a rotelle) e per qualche tempo anche la memoria; tornò comunque ad esibirsi sul palco. Dopo l'incidente ha registrato quattro album con Os Paralamas do Sucesso: Longo Caminho (2002), il live Uns Dias ao Vivo (2004), Hoje (2005) e Brasil Afora (2009).

## Discografia
- 1992: Ê Batumaré
- 1997: Santorini Blues
- 2000: O Som do Sim

## Canzoni scritte per altri artisti
- Dulce Quental: Caleidoscópio (successivamente registrata da Os Paralamas do Sucesso)
- Ivete Sangalo: Se Eu Não Te Amasse Tanto Assim, A Lua Q Eu te Dei
- Marina Lima: Nada Por Mim
- Daniela Mercury: Milagres, Só pra Te Mostrar,  Sempre Te Quis (successivamente registrata da Os Paralamas do Sucesso)
- Ana Carolina: Pra Terminar
- Kid Abelha: Seu Espião, Por Que Não Eu?, "Educação Sentimental (Part II)"
- Paulo Ricardo: Amor em Vão (successivamente registrata da Os Paralamas do Sucesso)
- Titãs: O Caroço da Cabeça (successivamente registrata da Os Paralamas do Sucesso)
- Cidade Negra: Soldado da Paz (successivamente registrata da Os Paralamas do Sucesso)